# Hiroya Matsumoto
Hiroya Matsumoto (松本 大弥 Matsumoto Hiroya?, Tokio, 10 de agosto de 2000) es un futbolista japonés que juega como centrocampista en el Sanfrecce Hiroshima.

## Trayectoria
En 2019 se unió al Sanfrecce Hiroshima de la J1 League.

## Clubes
| Club                      | País  | Año   |
| ------------------------- | ----- | ----- |
| Sanfrecce Hiroshima       | Japón | 2018- |
| Omiya Ardija (cedido)     | Japón | 2021  |
| Zweigen Kanazawa (cedido) | Japón | 2022  |

## Palmarés

### Títulos nacionales
| Título             | Club                | País  | Año  |
| ------------------ | ------------------- | ----- | ---- |
| Supercopa de Japón | Sanfrecce Hiroshima | Japón | 2025 |